# هنري هال (لاعب كرة قدم)
هنري هال (بالإنجليزية: Henry Hall)‏ هو مدرب كرة قدم ولاعب كرة قدم بريطاني في مركز الهجوم، ولد في 1948 في Skinflats ‏ في المملكة المتحدة. لعب مع دندي يونايتد وسانت جونستون ونادي ستيرلينغ ألبيون.